# Льнозавод (Тогульський район)
Льнозаво́д (рос. Льнозавод) — селище у складі Тогульського району Алтайського краю, Росія. Входить до складу Тогульської сільської ради.

## Населення
Населення — 136 осіб (2010; 174 у 2002).
Національний склад (станом на 2002 рік):
- росіяни — 88 %